# Преступность в Антарктиде
В то время как преступность в Антарктиде относительно редка, изоляция и скука негативно влияют на некоторых людей и могут привести к преступлению. Алкоголизм является значительной проблемой на континенте, он неоднократно приводил к дракам и непристойному поведению. Другие виды преступлений, произошедших в Антарктиде, включают незаконное употребление наркотиков, пытки и убийства диких животных, гонки на мотоциклах через заповедные районы,  вооружённое нападение, покушение на убийство и поджог. Сообщалось также о сексуальных домогательствах.
Грабежи весьма редки в Антарктиде, поскольку люди не могут привезти много ценностей на континент. К тому же в Антарктиде мало возможностей использования денег.
В соответствии с Договором об Антарктике 1959 года, ратифицированным 53 государствами, лица, обвиняемые в совершении преступления в Антарктиде, подлежат наказанию их собственной страной.

## Государственные законы, применимые к преступлениям в Антарктиде

### ЮАР
Граждане ЮАР в Антарктиде попадают под действие южноафриканского законодательства в соответствии с Законом о гражданах ЮАР в Антарктиде 1962 года. Антарктика считается находящейся в юрисдикции мирового суда в Кейптауне.

### Соединённые Штаты Америки
Общий закон о борьбе с преступностью 1984 года (вступил в силу 12 октября 1984 года) охватывает преступления, совершённые американцами, или преступления, совершённые против американцев. Каждый американский гражданин, находящийся вне пределов США, но не в другом государстве, остаётся в юрисдикции Соединённых Штатов Америки. Все американцы, совершившие преступление, и любой иностранец, совершивший преступление против американца за пределами суверенного государства, подлежат судебному преследованию в федеральном суде США. Это относится к международным водам и Антарктиде.
Примеры преступлений, охватываемых Законом, включают убийства, увечья, изнасилования, поджоги, государственную измену и подкуп федерального должностного лица.

## Список преступлений, совершённых в Антарктиде
1959 год — станция Восток, тогда советская исследовательская станция на Земле Принцессы Елизаветы. Два учёных подрались из-за игры в шахматы. Когда один из них проиграл, он настолько разозлился, что атаковал другого ледорубом. Согласно некоторым источникам, это было убийство, хотя другие источники утверждают, что нападение не было смертельным. Однако в русскоязычных источниках подтверждения этому нет, и сейчас эта история считается легендой.
Октябрь 1981 года — попытка поджога в часовне на станции Мак-Мердо, американской исследовательской станции в проливе Мак-Мердо. Человек в зимней бригаде, находясь в состоянии алкогольного опьянения, поджёг часовню поздно вечером, чтобы его отправили домой раньше. Кто-то заметил дым из часовни и сообщил об этом в пожарную часть. Человек, который сообщил об этом, вошёл внутрь и оттащил несколько скамей от огня. Вскоре после этого прибыл его друг, и они оба вытащили горящий ковёр, прежде чем прибыли пожарные. Поскольку действия были предприняты оперативно, ущерб был незначительным, и часовня была восстановлена в течение наступившего лета.
12 апреля 1984 года — станция Альмиранте Браун (исп. Estación Científica Almirante Brown) — это аргентинская исследовательская станция, расположенная на полуострове Коутрей у Райской гавани. Первоначальное оборудование станции было сожжено руководителем и врачом станции 12 апреля 1984 года после того, как ему было приказано остаться на зиму. Персонал станции был спасён кораблем «Герой» (Hero) и доставлен на станцию Палмер, американскую исследовательскую станцию на острове Анверс. Расстояние между станциями составляет около 58 км (36 миль) по воздуху.
9 октября 1996 года — на станции Мак-Мердо произошла драка между двумя работниками на кухне. Один рабочий напал на другого с молотком. Повар попытался прекратить драку и также был ранен. Двумя жертвами были Тони Бейер и Джо Стермер. Раны обоих требовали швов. Агенты ФБР из Соединённых Штатов были отправлены на станцию Мак-Мердо для расследования и ареста. Подозреваемый был доставлен в Гонолулу, Гавайи, где ему были предъявлены обвинения в четырёх нападениях с применением опасного оружия. Он не признал себя виновным.
11 мая 2000 года — на станции Амундсен-Скотт, американской исследовательской станции, расположенной на Южном полюсе, у австралийского астрофизика Родни Маркса была температура, боли в животе и тошнота. 12 мая он умер. В то время считалось, что Маркс умер по естественным причинам. Наступила зима, поэтому его тело невозможно было перевезти в течение шести месяцев. Тело было помещено в морозильник в обсерватории. После шести месяцев тело Маркса было доставлено в Крайстчерч, Новая Зеландия, для вскрытия. Вскрытие показало, что он умер от отравления метанолом. Как произошло отравление, остаётся загадкой.
9 октября 2018 года — на российской исследовательской станции Беллинсгаузен на острове Кинг-Джордж Сергей Савицкий, 54-летний инженер-электрик, ударил Олега Белогузова, 52-летнего сварщика, ножом в грудь несколько раз. Согласно некоторым источникам, нападение произошло из-за того, что Белогузов рассказывал окончания книг, которые Савицкий взял в библиотеке станции. Другие источники говорят, что нападение произошло в столовой, когда Белогузов дразнил Савицкого, сказав ему, что он должен танцевать на столе, чтобы заработать деньги. Оба источника утверждают, что во время нападения Савицкий находился в состоянии алкогольного опьянения. Они работали вместе на станции около шести месяцев, и у Савицкого, видимо, был эмоциональный срыв.